# Regeringen Kekkonen II
Regeringen Kekkonen II var Republiken Finlands 34:e regering bestående av Agrarförbundet, Socialdemokraterna, Framstegspartiet och Svenska folkpartiet. Framstegspartiet upphörde med sin verksamhet och justitieminister Teuvo Aura bytte parti till De Frisinnades Förbund. Utrikesministern var opolitisk. Ministären regerade från 17 januari 1951 till 20 september 1951.

## Ministrar
| Minister                                                                                             | Ämbetsperiod                      | Parti                                   |
| --- | --------------------------------- | --------------------------------------- |
| Statsminister Urho Kekkonen                                                                          | 17 januari 1951–20 september 1951 | Agrarförbundet                          |
| Minister i statsrådets kansli Johannes Virolainen                                                    | 17 januari 1951–20 september 1951 | Agrarförbundet                          |
| Utrikesminister Åke Gartz                                                                            | 17 januari 1951–20 september 1951 | opolitisk                               |
| Justitieminister Teuvo Aura                                                                          | 17 januari 1951–20 september 1951 | Framstegspartiet/De Frisinnades Förbund |
| Inrikesminister V.J. Sukselainen                                                                     | 17 januari 1951–20 september 1951 | Agrarförbundet                          |
| Försvarsminister Emil Skog                                                                           | 17 januari 1951–20 september 1951 | Socialdemokraterna                      |
| Finansminister Onni Hiltunen                                                                         | 17 januari 1951–20 september 1951 | Socialdemokraterna                      |
| 2:a finansminister Ralf Törngren                                                                     | 17 januari 1951–20 september 1951 | Svenska folkpartiet                     |
| Undervisningsminister Lennart Heljas                                                                 | 17 januari 1951–20 september 1951 | Agrarförbundet                          |
| Jordbruksminister Martti Miettunen                                                                   | 17 januari 1951–20 september 1951 | Agrarförbundet                          |
| Minister i jordbruksministeriet Matti Lepistö                                                        | 17 januari 1951–20 september 1951 | Socialdemokraterna                      |
| Minister för kommunikationsväsendet och allmänna arbetena Onni Peltonen                              | 17 januari 1951–20 september 1951 | Socialdemokraterna                      |
| Minister i ministeriet för kommunikationsväsendet och allmänna arbetena Kauno Kleemola Rafael Paasio | 17 januari 1951–20 september 1951 | Agrarförbundet Socialdemokraterna       |
| Handels- och industriminister Penna Tervo                                                            | 17 januari 1951–20 september 1951 | Socialdemokraterna                      |
| Socialminister Vihtori Vesterinen                                                                    | 17 januari 1951–20 september 1951 | Agrarförbundet                          |
| Minister i socialministeriet Emil Huunonen Rafael Paasio                                             | 17 januari 1951–20 september 1951 | Socialdemokraterna                      |